# Kagaznāgār
Kagaznāgār är en underdistriktshuvudort i Indien.   Den ligger i distriktet Ādilābād och delstaten Telangana, i den centrala delen av landet, 1 100 km söder om huvudstaden New Delhi. Kagaznāgār ligger 176 meter över havet och antalet invånare är 57 583.
Terrängen runt Kagaznāgār är huvudsakligen platt, men norrut är den kuperad. Runt Kagaznāgār är det ganska tätbefolkat, med 100 invånare per kvadratkilometer. Kagaznāgār är det största samhället i trakten. Trakten runt Kagaznāgār består till största delen av jordbruksmark.